# Soulce

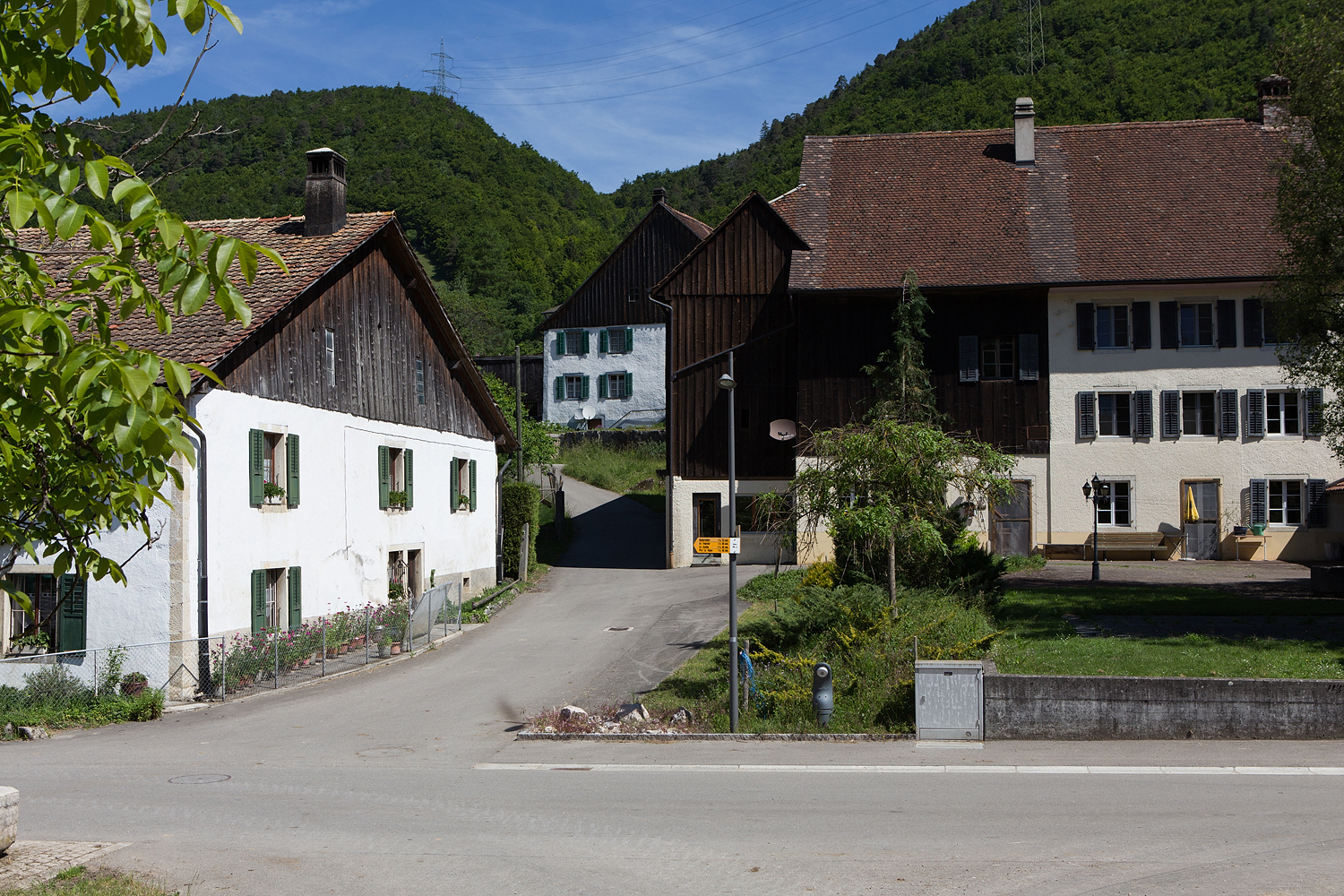
Le Paleu in Soulce (JU)

Soulce (/suls/) est une localité et une ancienne commune suisse du canton du Jura.

## Géographie
Le village de Soulce est situé dans un vallon, à l'est d'Undervelier, le long d'un ruisseau, au nord-ouest de la montagne de Moutier et à 9 km au sud-est de Glovelier.

## Toponymie
Le nom de la commune, qui se prononce /suls/, dérive du haut allemand sulza, terme qui désigne des salines.
Sa première occurrence écrite remonte à env. 968, sous la forme de Sulcivana.
Son ancien nom allemand est Sulz.

## Population et société

### Surnom
Les habitants de la localité sont surnommés les Roquets.

## Histoire
Inféodé aux Münch de Münchenstein, le village est racheté par le prince-évêque de Bâle en 1468.
Aux XVIIe et XVIIIe siècles, les nobles de Staal y jouissaient de droits seigneuriaux. Sous le régime français (1793-1813), Soulce fait partie des départements du Mont-Terrible puis du Haut-Rhin avant d'être rattachée au canton de Berne de 1815 à 1978. 
La commune fusionne le 1er janvier 2013 avec celles de Bassecourt, Glovelier, Courfaivre et Undervelier pour former la nouvelle commune de Haute-Sorne.